# Sirákov
Sirákov är en ort i Tjeckien.   Den ligger i regionen Vysočina, i den centrala delen av landet, 120 km sydost om huvudstaden Prag. Sirákov ligger 584 meter över havet och antalet invånare är 234.
Terrängen runt Sirákov är platt. Runt Sirákov är det ganska glesbefolkat, med 35 invånare per kvadratkilometer. Närmaste större samhälle är Žďár nad Sázavou, 10,8 km nordost om Sirákov. I omgivningarna runt Sirákov växer i huvudsak blandskog.